# Andrew Keen
Andrew Keen   (Hampstead, 1960) és un empresari i autor britànic-americà graduat a la Universitat de Londres, Berkeley i Sarajevo conegut per la seva crítica visió envers Internet i la Web 2.0. Keen opina que Internet degrada la cultura i desautoritza als experts i a les autoritats.

## Biografia
Andrew Keen va néixer a Hampstead (Camden), al nord de Londres, en una família jueva. Va assistir a la Universitat de Londres, estudiant Història amb Hugh Seton-Watson, un historiador i politòleg britànic. Keen va obtenir una llicenciatura en història i després va estudiar a la Universitat de Sarajevo a Iugoslàvia. Després d'haver estat influenciat per Josef Škvorecký, Danilo Kiš, Jaroslav Hašek i especialment els escrits de Franz Kafka; Keen es va traslladar a Amèrica, on va obtenir un màster en ciències polítiques a la Universitat de Califòrnia, Berkeley, estudiant amb Ken Jowitt. Després de Berkeley, Keen va ensenyar història moderna i política a la Universitat Tufts, a la Northeastern University i a la Universitat de Massachusetts Amherst. Actualment viu a Berkeley, Califòrnia amb la seva família.

## Trajectòria
La seva carrera a Silicon Valley es va iniciar amb la fundació d'audiocafe.com l'any 1995. La fundació va rebre fons d'Intel i SAP.
Després de la desaparició d'"audiocafe.com" Keen va treballar a Pulse 3D, SLO Media, Santa Cruz Networks, Jazziz Digital, Pure Depth i AfterTV creada l'any 2006.

### Crítica d'Internet
L'any 2006 en un assaig a “The Weekly Standard", Keen va escriure que la Web 2.0 és un “gran moviment utòpic” similar a la societat comunista descrita per Karl Marx. Keen suggereix que qualsevol persona, per baixa que sigui la seva educació, pot accedir i usar els mitjans digitals per expressar-se. “La Web 2.0 estimula la seva creativitat, democratitza els mitjans i iguala els nivells entre els experts i els amateurs” diu Keen, “els únics enemics de la Web 2.0 són els mitjans tradicionals”.
El seu llibre "La cultura dels amateurs" (The Cult of the Amateus) es basa en aquest principi, és una continuació o ampliació del seu assaig. El llibre publicat l'any 2007 és crític amb els llocs web gratuïts que aporten informació escrita per altres usuaris tals com Wikipedia o els Blog. Segons Keen si fossin un complement a la cultura o a la informació tradicional, això no seria cap problema, el problema és que passa a ser el seu substitut.
A Keen li preocupa i analitza els problemes que normalment es passen per alt en la tecnologia participativa. Descriu Internet com un mitjà amoral, com un mirall de la nostre cultura. Si que és veritat, segons Keen, que veiem vitalitat, emoció i joventut, però també és un reflex de molts dels pitjors esdeveniments de vida cultural moderna i en particular el que ell anomena “narcisisme digital”.
Actualment Keen escriu sobre mitjans de comunicació al seu lloc web i és l'autor d'un podcast a AfterTV.